# Freisitz Auerberg

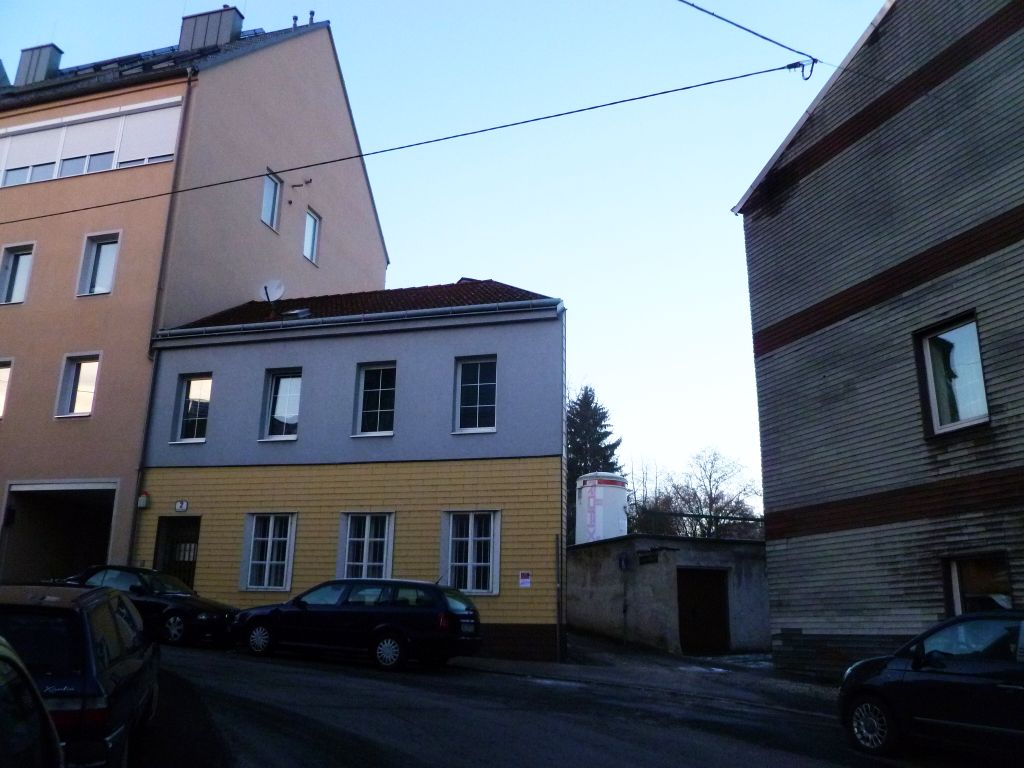
Aubergstraße 2 in Linz

Der Freisitz Auerberg lag am Fuße des Pöstlingbergs in Linz (Aubergstraße 1 und 2).

## Geschichte
Ursprünglich stand hier der sogenannte „Parzhof“ (Parthshoff, erstmals 1458 urkundlich erwähnt, als der Linzer Bürger Anton Pechrär dem Hanns von Starhemberg sein Gut, genannt am Parz, verkaufte). 1564 kam der Parzhof durch Heirat mit der Witwe Appolonia Topler an Hanns Georg Auer (1533–1583) von Herrenkirchen und zu Gunzing (Gundzing). Die Auer von Herrenkirchen sind ursprünglich in Niederbayern und in Schwaben nachweisbar, ab 1400 besaßen sie das Gut Gunzing bei Aidenbach, von welchem der zweite Beiname der Familie herrührt. Gunzing wurde ihnen 1501 von den Grafen von Ortenburg als Ritter-Mann-Lehen verliehen.
Hanns Georg Auer nahm als Rat und Anwalt der Landeshauptmannschaft in Oberösterreich eine wichtige Stellung ein. Unter seiner Witwe bzw. seinen Kindern wurde der Parzhof unter dem Namen Auerperg am 29. September 1586 durch ein Privileg von Kaiser Rudolf II. zu einem adeligen Sitz erhoben.
Der Sohn des Hanns Georg Auer, Georg Wolff (1576–1620), verheiratet mit Barbara von Ho(c)hberg, war ebenfalls oberösterreichischer Landrat. Er besaß den Auerberg sowie ein weiteres Haus am Hauptplatz in Linz (Nr. 16). Seine Witwe sah sich aber ihrer evangelischen Religion wegen genötigt, ihre Linzer Güter 1631 (Sitz Auerberg samt Burgfried, adeliger Freiheit und Reißgejaidt) an den Grafen Heinrich Wilhelm von Starhemberg zu veräußern.
1676 wurde Auberg verpachtet und 1689 kaufte der Braumeister Krakowitzer den Freisitz und errichtete dort seine Brauerei. Diese hatte bis 1809 Bestand. 1809 musste das Haus abgebrochen werden, 1810 wurde es neu errichtet.
1851 kam Auberg verwaltungsmäßig an Urfahr und wurde nach dem Ersten Weltkrieg für die Besiedelung und Wohnverbauung freigegeben. In der Zwischenkriegszeit (zwischen 1926 und 1936) wurden dort weitere Siedlungshausprojekte (z. B. durch „Baureform“ oder „Deutsches Haus“) im Anschluss an die ältere Verbauung am Fuß des Berges verwirklicht. Im oberen Bereich kamen am Auberg sozialer Wohnungsbau und Einzelvillen nach dem Zweiten Weltkrieg dazu. An der Stelle des ehemaligen Freisitzes befindet sich nun ein Wohnhaus.
An die Vergangenheit des ehemals bestehenden Freisitzes erinnern noch die Aubergstraße und die Parzhofstraße in Linz-Urfahr.